# Chamaeza meruloides
Chamaeza meruloides là một loài chim trong họ Formicariidae.